# Ceratomyxa longipes
Ceratomyxa longipes is een microscopische parasiet uit de familie Ceratomyxidae. Ceratomyxa longipes werd in 1910 beschreven door Auerbach. 